# نیکو مولر (راننده مسابقه)
نیکو مولر (انگلیسی: Nico Müller؛ زادهٔ ۲۵ فوریهٔ ۱۹۹۲) راننده خودروی مسابقه‌ای اهل سوئیس است.